# Emil Frederiksen
Emil Frederiksen (født 5. september 2000 i Viborg) er en dansk professionel fodboldspiller, der spiller for NK Istra.
Han er søn af tidligere AaB og Viborg FF-spiller Søren Frederiksen.

## Klubkarriere
Frederiksen startede sin karriere som seksårig i Viborg FF.

### SC Heerenveen
Den 15. december 2016 blev det offentliggjort, at Frederiksen i en alder af 16 år skiftede til SC Heerenveen. Her skrev han under på en toethalvtårig kontrakt.
I starten af opholdet var han en del af klubbens U/17-hold. Han blev siden en del af klubbens førsteholdstrup, og i foråret 2018 skrev han under på en fireårig kontraktforlængelse, således parterne havde papir på hinanden frem til sommeren 2022. Han opnåede dog ikke spilletid for klubbens bedste mandskab, og i løbet af januar 2020 blev det meddelt, at det var planen, at Frederiksen skulle udlejes til anden klub.

### SønderjyskE
Han skiftede til SønderjyskE på en lejeaftale med købsoption i januar 2020. Lejeaftalen gjaldt for foråret 2020. Han fik sin debut i Superligaen den 23. februar 2020, da han blev skiftet ind efter 69 minutter som erstatning for Christian Jakobsen i et 2-1-nederlag ude til FC Nordsjælland. I løbet af lejeperioden spillede han 14 kampe og scorede et enkelt mål, heraf 11 i Superligaen.
Efter sæsonen vendte han hjem til SC Heerenveen, inden det i august 2020 blev offentliggjort, at SønderjyskE havde købt ham fri af sin kontrakt med den hollandske klub. Han skrev under på en treethalvtårig kontrakt, således parterne havde papir på hinanden frem til 31. december 2023.